# Farid Ahmadov
Farid Turab oglu Ahmadov (en azerí: Fərid Turab oğlu Əhmədov; Bakú, 14 de julio de 1979) es Ministro de Justicia de la República de Azerbaiyán desde 2024.

## Biografía
Farid Ahmadov nació el 14 de julio de 1979 en la ciudad de Bakú. En 1996 se graduó de la escuela secundaria de Bakú.
En 2000 obtuvo una licenciatura y en 2002 una maestría en la Facultad de Derecho Internacional de la Universidad Estatal de Bakú. En 2003 obtuvo una Maestría en Derechos Humanos de la Universidad de Essex con una Beca Chevening. En 2016 recibió el título de Doctor en Derecho por la Universidad de Oxford.
Él está casado y tiene tres hijos.

## Carrera política
De 2000 a 2004 trabajó como abogado. De 2004 a 2006 fue consultor principal del departamento de derecho internacional del Tribunal Constitucional de Azerbaiyán. En 2006-2007 fue consultor del departamento de legislación administrativa y militar del aparato de la Asamblea Nacional de la República de Azerbaiyán.
En 2007-2008 trabajó en el despacho de abogados "LegCon Group" como abogado jefe. En 2014, fue jefe de la práctica judicial del despacho de abogados "BM Morrison Partners". De 2004 a 2008 fue profesor de derecho internacional en la Universidad Estatal de Bakú. De 2011 a 2015, fue profesor titular de derecho en la Universidad ADA. De 2015 a 2017 fue rector de la Universidad de Azerbaiyán.
Entre 2017 y 2020 trabajó como director general adjunto del Puerto comercial marítimo internacional de Bakú. De 2021 a 2022 fue asesor del Ministro de Transportes, Comunicaciones y Altas Tecnologías de Azerbaiyán. Del 24 de mayo de 2022 al 27 de febrero de 2024 fue Viceministro de Desarrollo Digital y Transporte de la República de Azerbaiyán.
El 27 de febrero de 2024, por decreto del Presidente de la República de Azerbaiyán, Ilham Aliyev, fue designado Ministro de Justicia de la República de Azerbaiyán.